# بكر الجاف
بكر أحمد عزيز الجاف، دبلوماسي عراقي، وسفير مفوض فوق العادة لدى أوكرانيا منذ عام 2016

## التعليم
- حاصل على شهادة بكالوريوس في اللغة الإنجليزية من جامعة السليمانية عام 2007، ويجيد اللغة الكردية، والعربية والإنجليزية[1]

## المسيرة المهنية
- رئيس دائرة آسيا واستراليا في وزارة الخارجية العراقية خلال الفترة 2015- 2016.
- رئيس دائرة حقوق الإنسان في وزارة الخارجية العراقية في عام 2011.
- رئيس دائرة أفريقيا في وزارة الخارجية العراقية في عام 2013.
- سفير العراق لدى جورجيا عام 2013 – 2014
- سفيراً مفوضاً وفوق العادة لجمهورية العراق لدى أوكرانيا منذ عام 2016

- سفير مفوض فوق العادة لدى جمهورية العراق

## روابط خارجية
- السفارة العراقية في أوكرانيا نسخة محفوظة 24 فبراير 2020 على موقع واي باك مشين.
- وزارة الخارجية العراقية